# Sylvain Auroux
Sylvain Auroux (Paris, 28 de julho de 1947) é um linguista e historiador das ciências francês. Dirigiu a École normale supérieure de Fontenay-Saint-Cloud de 1995 a 2005.

## Biografia
Sylvain Auroux estudou linguística e filosofia na École normale supérieure de Saint-Cloud, onde ingressou em 1967 depois de estudar em aulas preparatórias literárias no Lycée Henri-IV. Em 1972, obteve a agregação de filosofia e o doutorado na Universidade Panthéon-Sorbonne. Após sua tese, recebeu uma oferta de colaboração de Jean-Claude Chevalier, que fez parte do júri de sua tese, mas Auroux preferiu lecionar no ensino médio, "por necessidade familiar".
Em 1976, Auroux participou do seminário de história da gramática ministrado por Chevalier e Simone Delesalle. Afastando-se das escolas secundárias parisienses, Auroux trabalhou com Tristan Hordé e Claude Désirat na história das ideias linguísticas, e publicou com eles vários artigos, alguns dos quais apareceram nos Annales historique de la Révolution française.
Em 1978, foi criada a Sociedade de História e Epistemologia das Ciências da Linguagem (SHESL), a primeira sociedade científica nesta área, da qual foi secretário. Auroux também foi secretário editorial da revista Histoire Epistemologie Langage, até 2002. De 1995 a 2005, Auroux foi diretor da École normale supérieure de Fontenay-Saint-Cloud. Geriu a transferência em 2000 do estabelecimento para a região de Ródano-Alpes.
Sylvain Auroux é considerado "o fundador na França da investigação sobre a história e epistemologia das ciências da linguagem" e o seu trabalho constitui "uma contribuição de primeira importância reconhecida internacionalmente". Ele "construiu o quadro intelectual, metodológico e institucional deste campo".

## Publicações
- Races : poème polysémique et didactique, Paris, P. J. Oswald, 1972.
- Introduction à la sémiotique des encyclopédistes, sous la direction d'Yvon Belaval, 1972.
- L'Encyclopédie, Grammaire et Langue au XVIIIème siècle, Tours, Mame, 1973.
- La Valeur 1, Problématique de la valeur, sous la direction de Michel Jamet, Paris, Marketing, 1974.
- Dictionnaire des auteurs et des thèmes de la philosophie, avec Yvonne Weil, Paris, Librairie Hachette, 1975.
- Nouveau vocabulaire des études philosophiques, avec Yvonne Weil, préface de Yvon Belaval, Paris, Hachette, 1975.
- La sémiotique des encyclopédistes : essai d'épistémologie historique des sciences du langage, Paris, Payot, 1979.
- Histoire de la linguistique française, avec Jean-Claude Chevalier, Paris, Larousse, 1980.
- Linguistique et anthropologie en France : 1600-1900, Paris, Université Paris 7, 1982.
- Analyse, Expérience, avec Barbara Kaltz, Gerd von den Heuvel et Horst Dippel, München, R. Oldenbourg, 1986.
- Histoire des idées linguistiques Tome 1, La naissance des métalangages en Orient et en Occident, avec  Marc Baratin et Georges Bohas, Liège, Pierre Mardaga, 1989.
- La question de l'origine des langues : ordres et raisons du rejet institutionnel, Berlin, Walter de Gruyter, 1989.
- Barbarie et philosophie, Paris, Presses universitaires de France, 1990.
- La triade sémiotique, le trivium et la sémantique linguistique, par François Rastier, avec Gérard Deledalle et Jacques Fontanille, Limoges, PULIM, Université de Limoges, 1990.
- Hommage à Jean-Toussaint Desanti, avec Bernard Besnier et Maurice Caveing, Mauvezin, Trans-Europ-Repress,  1991.
- La logique des idées, Montréal, Bellarmin, 1993.
- La philosophie du langage, avec Jacques Deschamps et Djamel Kouloughli, Paris, Presses universitaires de France, 1996.
- Les langues du monde, avec A. et H. Damasio et Klaus Poeck, Paris, Belin, 1997.
- La raison, le langage et les normes, Paris, Presses universitaires de France, 1998.
- L'hyperlangue brésilienne, Paris, Larousse, 1998.
- Histoire des idées linguistiques Tome 3, L'hégémonie du comparatisme, avec Julia Andresen et Daniel Baggioni, Sprimont (Belgique), Mardaga, 2000.
- La question de l'origine des langues ; suivi de L'historicité des sciences, Paris, Presses Universitaires de France, 2007.
- La tradition linguistique arabe et l'apport des grammairiens arabo-andalous, avec Francesco Binaghi et Georgine Ayoub, Paris, SHESL, 2018.
- La rhétorique, coordonné par Manuel Maria Carrilho, Paris, CNRS Éditions, 2019.
- Grammaticalia : hommage à Bernard Colombat, sous la direction de Jean-Marie Fournier, Aimée Lahaussois et Valérie Raby, Lyon, ENS Éditions, 2019.
- L'Encyclopédie Diderot, l'esthétique : Mélanges en hommage à Jacques Chouillet (1915-1990), avec Dominique Bourel et Charles Porset, Paris, Cairn, 2020.
- La pensée chinoise : Dictionnaire, Paris, Cairn, 2020.
- Le langage : nature, structure, apprentissage, usage, avec Barbara Abdellilah-Bauer et Ranka Bijeljac-Babic, Auxerre, Éditions Sciences humaines, 2022.

## Condecorações
- Prix Broquette-Gonin da Academia Francesa (1980)
- Médaille de bronze du CNRS (1983)
- Cavaleiro da Ordem Nacional do Mérito (1988)
- Médaille d'argent du CNRS (2004)
- Cavaleiro da Ordem Nacional da Legião de Honra (2004)